# Лубенский, Пётр
Пётр Лубенский (пол. Piotr Łubieński; 31 января 1786, Щитники — 17 ноября 1867, Варшава) — польский политический деятель и помещик, сенатор-каштелян Царства Польского от 4 июня 1831 года, депутат от Варшавского повята Варшавского департамента на сейм 1811 года.

## Биография
Представитель польского дворянского рода Лубенских герба «Помян». Третий сын графа Феликса Лубенского (1758—1848), министра юстиции Великого герцогства Варшавского (1807—1813), и польской писательницы и переводчицы Теклы Терезы Катарины Белинской (1762—1810), старшей дочери Франтишека Онуфрия Белинского (1742—1809) и княжны Кристины-Юстины Сангушко-Ковельской (1741—1778). Братья — Франтишек Ксаверий, Томаш, Генрик, Ян и Юзеф Лубенские.
Поселился в имении своей жены Барбары Шимановской, Голе и прилегающих фольварках (Доросин, Каролина и Басин), основатель заводах в Голе. Он был свояком французского барона Пьера Галише, которого он встретил в армии Наполеона, и который основал первый сахарный завод в Мазовии.
В 1807—1812 годах и во время Ноябрьского восстания (1830—1831) Пётр Лубенский был сенатором-каштеляном и бригадным генералом, командовал пожарной безопасностью в Варшаве. С 1825 года — председатель дирекции общества земских кредитов Мазовецкого воеводства. В качестве сенатора Царства Польского 25 января 1831 года он подписал акт о детронизации российского императора Николая I Павловича.
Член Сельскохозяйственного Общества в Царстве Польском в 1858 году.
В 1861—1867 годах — член Государственного Совета Царства Польского, а с 1865 года — председатель Варшавского благотворительного общества.
Член масонской ложи «Рыцари звезды».
Он был награжден французским крестом Ордена Почетного легиона в 1813 году, а также польским крестом ордена «Virtuti Militari» и Орденом Святого Станислава в 1812 году.

## Семья
Супруга с 1807 года Барбара Шимановская (21 апреля 1789 — 26 февраля 1856, Варшава), младшая дочь Михала Шимановского (1737—1789), старосты вышогрудского, и Аниелы Свидзинской (1761—1839). У супругов было четыре сына и три дочери:
- Графиня Аниела Лубенская (25 февраля 1809 — 30 мая 1844), муж с 1840 года Наполеон Свидзинский (1810 — ?)
- Граф Феликс Михал Лубенский (15 августа 1810 — 31 мая 1890), женат с 1835 года на графине Гортензии Дзержбицкой (1815—1891)
- Графиня Мария Лубенская (22 января 1813 — 20 апреля 1899), муж с 1842 года Феликс Шимон Шимановский (1791—1867)
- Граф Евстахий Лубенский (16 сентября 1813 — 13 февраля 1851), холост и бездетен
- Граф Станислав Лубенский (ок. 1814—1851), холост и бездетен
- Граф Павел Лубенский (2 января 1817 — 29 февраля 1892), 1-я жена с 1844 года кузина, графиня Текла Анна Лубенская (1825—1853), 2-я жена с 1855 года вторая кузина, графиня Мария Людвика Магдалена Лубенская (1833—1920).
- Графиня Клементина Лубенская (18 декабря 1819 — 1 июня 1899)[7], незамужняя.